# Robotaxi
Robotaxi či samořiditelný taxík je silniční vozidlo určené k přepravě osob, které je řízeno plně autonomním řídicím systémem bez nutnosti zásahu lidského řidiče. Služby robotaxi obvykle provozují technologické nebo automobilové společnosti a jsou součástí konceptu autonomní mobility jako služby (Mobility as a Service, MaaS). Vozidla využívají pokročilé senzory, kamery, radar, lidar a umělou inteligenci k navigaci a vyhodnocování dopravní situace. 
Mezi provozovatele robotaxi patří:
- USA: Tesla, Waymo
- Čína: Zoox, Apollo, Autox, Deeprout.ai, Pony.ai, Saic, Qcraft, WeRide, Didi
- Indie: WeRide
- Korea: SW Mobility